# Jules Chéret

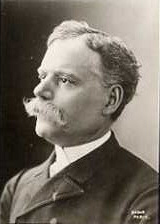
Jules Chéret, um 1890

"Orpheus in der Unterwelt", 1858

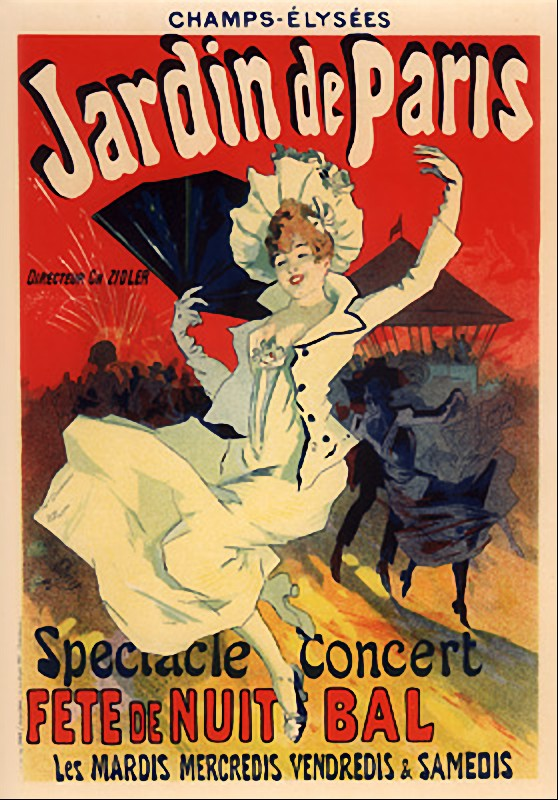
"Jardin de Paris", 1897

Jules Chéret (* 31. Mai 1836 in Paris; † 23. September 1932 in Nizza) war ein französischer Lithograf, Grafiker und Maler. Mit seinem Namen sind die Anfänge des modernen Bildplakates verbunden.

## Leben
Chéret war der Sohn eines Druckers. Die Familie lebte unter finanziell beengten Verhältnissen, Jules musste mit 13 Jahren die Schule verlassen und wurde für drei Jahre zu einem Lithografen in die Lehre gegeben. Sein Interesse an der Bildenden Kunst veranlasste ihn, einen Zeichenkurs bei Horace Lecoq de Boisbaudran an der „École Nationale de Dessin“ in Paris zu besuchen – die einzige künstlerische Ausbildung, die er je erhielt. Als Maler war er Autodidakt, er besuchte häufig die Pariser Museen, wo ihn besonders die französischen Rokokomaler wie Antoine Watteau und Jean-Honoré Fragonard beeindruckten.
Nach Beendigung seiner Lehrzeit konnte Chéret zwar einige Entwürfe an Pariser Musikverleger verkaufen, sah jedoch in seiner Heimat keine weiteren Entwicklungsmöglichkeiten. 1854 reiste er nach London, fertigte auch einige Zeichnungen für die „Maple Furniture Company“ an, kehrte aber sehr bald enttäuscht, wenn auch nicht entmutigt nach Paris zurück. 1858 erhielt er schließlich seinen ersten prominenten Plakatauftrag – für die Ankündigung der Oper „Orpheus in der Unterwelt“ von Jacques Offenbach. Da weitere nennenswerte Aufträge ausblieben, fuhr Chéret 1859 abermals nach London. Während seines mehrjährigen Aufenthalts studierte er die fortgeschrittene englische Technik der Farblithografie, zeichnete Buchumschläge für den „Cramer“-Verlag und entwarf Plakate für unterschiedliche Vergnügungsstätten und für Produktwerbung. Für den Parfum-Hersteller Eugène Rimmel, mit dem ihn ein gemeinsamer Freund bekannt gemacht hatte, entwarf er die Ausstattung von Kartonagen und Flakons. Rimmel ermöglichte es ihm, 1866 nach Paris zurückzukehren, um dort eine eigene Lithographie-Anstalt zu eröffnen.
Mit diesem Schritt begann Chérets eigentliche Karriere. Voraussetzung waren die technischen Neuerungen, die er importiert oder selbst entwickelt hatte. In England wurden damals schon großformatige Plakate – bis 193 × 144 cm – gedruckt, die dafür nötigen Druckerpressen ließ Chéret nach Paris bringen. Darüber hinaus vereinfachte er das eigentliche Druckverfahren. Wurden bis dahin Farblithografien von bis zu 25 Steinen gedruckt, so reduzierte er diese Anzahl nun zunächst auf fünf, 1869 dann bis auf drei Steine – meist einen für Schwarz, einen für Rot und einen dritten mit dem so genannten „fond gradué“, einem abgestuften Hintergrund, der dadurch zustande kam, dass zwei Farben von demselben Stein gedruckt wurden. Das vereinfachte Verfahren war deutlich kostengünstiger. Es brachte aber auch einen neuen Darstellungsstil mit sich. Das eher malerische Aussehen der früheren Vielfarben-Drucke wurde ersetzt durch verstärkt flächige und stilisierte Darstellungen – der erste Schritt zum Plakat der Moderne. Das relativ einfache Verfahren erlaubte es auch Künstlern ohne spezielle technische Vorkenntnisse, die neuen Möglichkeiten anzuwenden. Henri de Toulouse-Lautrec, Théophile-Alexandre Steinlen, Eugène Grasset und andere schufen Plakate, deren künstlerische Qualität von Kennern höher bewertet wurde als die Pionierleistung Chérets.
Mit zunehmendem Publikumserfolg zog sich Chéret 1881 aus der Geschäftsführung seiner Druckerei „Imprimerie Chaix“ zurück und behielt nur noch die künstlerische Leitung des Unternehmens. Zwischen 1896 und 1900 gab er die Kollektion „Les Maitres de l’Affiche“ heraus, eine Sammlung der besten Plakate von Pariser Künstlern in verkleinerten Reproduktionen; der Erfolg veranlasste andere Unternehmer zu Nachahmungen. Auf der Weltausstellung von 1878 und der Weltausstellung von 1889 gewann Chéret für seine Arbeiten eine Gold- und eine Silbermedaille. 1890, 1900, 1910 und 1926 wurde er mit verschiedenen Rangstufen der Französischen Ehrenlegion ausgezeichnet. Im Alter hielt er sich des milden Klimas wegen immer häufiger an der französischen Riviera auf. 1925 verlor er sein Sehvermögen, wurde aber noch häufig als Spaziergänger in den Straßen von Nizza gesehen. Er starb 1932 im Alter von 96 Jahren und wurde auf dem Cimetière Saint-Vincent am Pariser Montmartre beigesetzt. Im Jahr darauf wurde eine Retrospektive mit seinen Arbeiten im angesehenen Pariser „Salon d’Automne“ („Herbstsalon“) gezeigt.

## Werk
Chéret selbst war der erste, der die neuen Möglichkeiten seiner Drucktechnik intensiv nutzte. Im Verlauf von rund 40 Jahren schuf er annähernd 1200 Plakate für die unterschiedlichsten Auftraggeber: für Oper und Ballett, Konzertcafés, Pantomimen, Tournee-Theater, Ballhäuser, eine Schlittschuhbahn, das Wachsfigurenkabinett Musée Grévin, Festivals, Buchläden, Zeitungen und Zeitschriften, Pariser Ladengeschäfte, Getränke und Alkoholika, pharmazeutische Produkte, Parfums und Kosmetika, Heizung und Beleuchtung, Maschinen und Apparate, Eisenbahnlinien, Petroleum, die Pariser Pferderennbahn. Seine Arbeiten bestanden fast immer aus einer zentralen weiblichen Figur – einer jungen, attraktiven, für damalige Verhältnisse relativ leicht bekleideten Frau – und einem geschickt integrierten, werbenden Text. Figuren, Kompositionen und Farben wurden in leichten Abwandlungen vielfach wiederholt.
Diese Plakate fanden beim französischen Publikum begeisterte Aufnahme. Der abgebildete Typus der fröhlichen, eleganten, selbstbewusst wirkenden jungen Frau wurde unter der Bezeichnung „Chérette“ eine feste Größe im Pariser Stadtbild. Die Wirkung seiner Plakate hatte Chéret durchaus kalkuliert. Er fand, dass der moderne Plakatgestalter „Psychologe sein und sich mit den logischen und optischen Gesetzen seiner Kunst vertraut gemacht haben muß. Er muß etwas erfinden, das selbst den Durchschnittsmenschen anhält und anregt, wenn er vom Pflaster oder Wagen aus das Bild der Straße an seinen Augen vorbeieilen lässt. Und dazu, glaube ich, ist nichts so sehr geeignet wie ein einfaches, liebliches und doch packendes Bild in lebhaften und doch harmonischen Farben.“ In der französischen Tageszeitung „Le Figaro“ stand zu lesen: „Chérets Gestalten sind frech und frivol. In eleganter Pose schweben sie auf Rokoko-Wolken. Er ist der Dampf-Watteau unserer Tage.“
Die Plakate waren es, durch die Chéret zu Ruhm und Wohlstand gekommen war. Seit den 1890er Jahren entstanden aber häufiger auch Bilder, die nicht als Werbemedien gedacht waren. Eine Reihe von Bildtafeln war zur Dekoration von Innenräumen bestimmt, die Tafeln hatten Titel wie „La Pantomime“ (1891), „La Musique“ (1891), „La Danse“ (1891), „La Comedie“ (1891), „La Fileuse“ (1900) und „La Dentelliere“ (1900). Chéret malte auch zarte, gefällige Ölbilder und Pastelle, Frauen blieben das vorherrschende Motiv. Derartige Arbeiten stellte er 1912 erstmals aus, erhielt spontan Anerkennung für seine Fähigkeiten als Bildender Künstler und war danach fast ausschließlich auf diesem Gebiet tätig. Als Auftragsarbeiten führte er unter anderem Wandbilder in Privathäusern und Theatern, aber auch in der Präfektur von Nizza aus. Chéret war mit bedeutenden Künstlern seiner Zeit befreundet, darunter Claude Monet, Edgar Degas, Georges Seurat, Auguste Rodin, Theophile Steinlen und Jacques Villon.

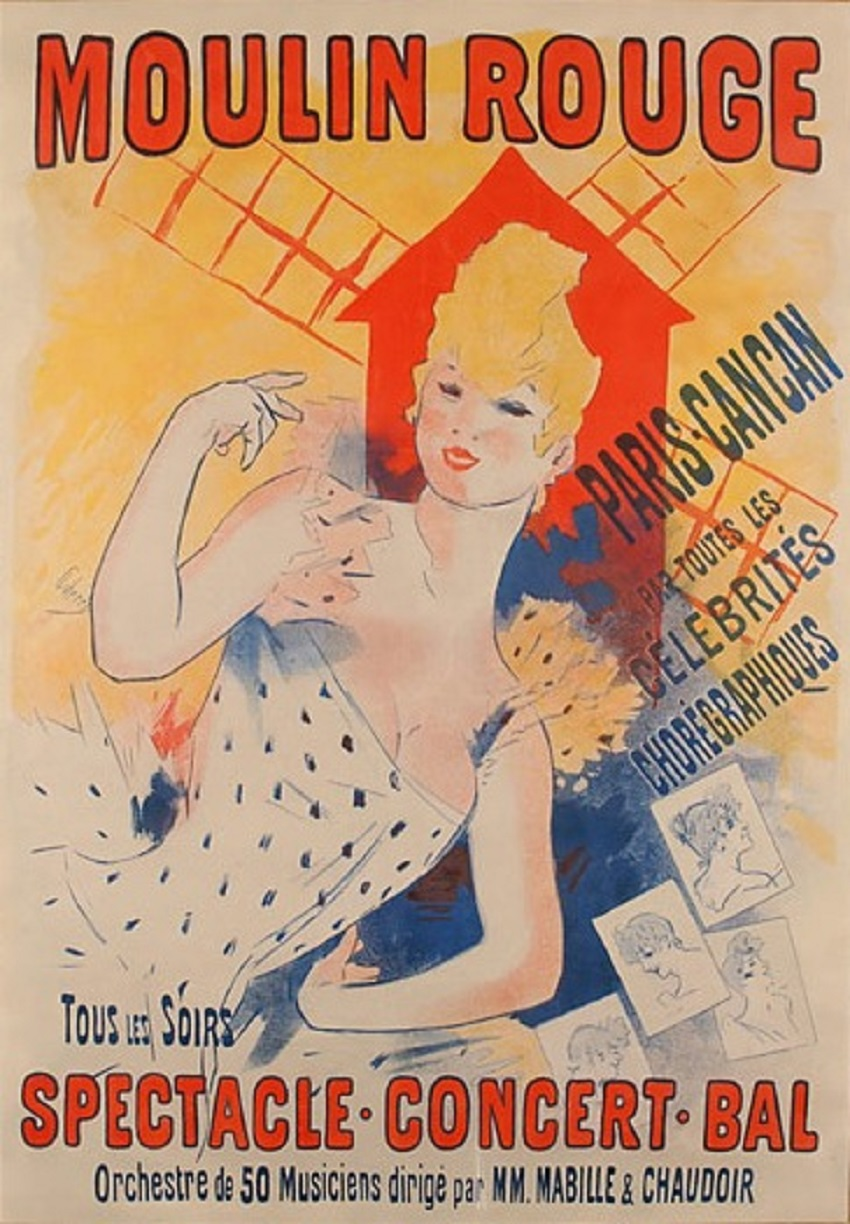
"Moulin Rouge", 1890
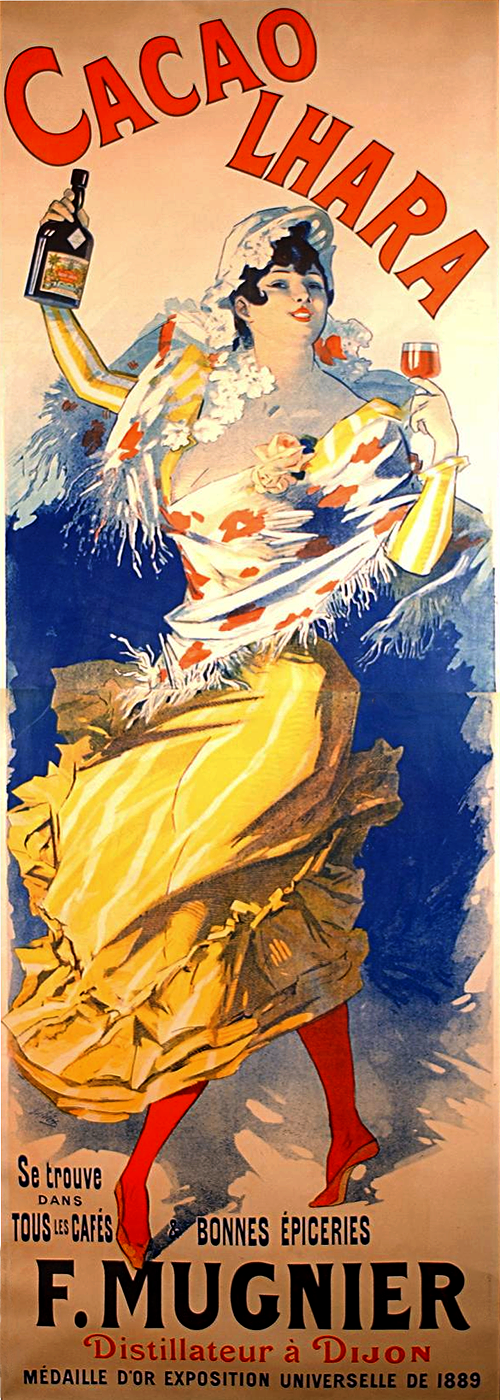
"Cacao Lhara", um 1890
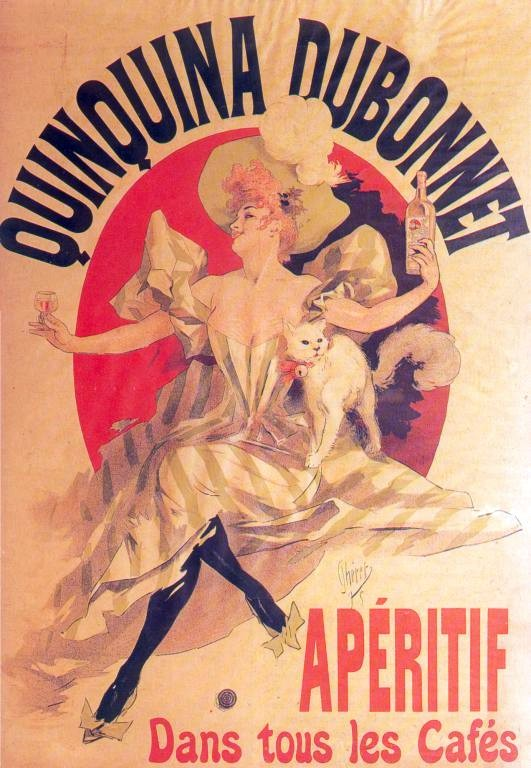
"Quinquina Dubonnet", 1895
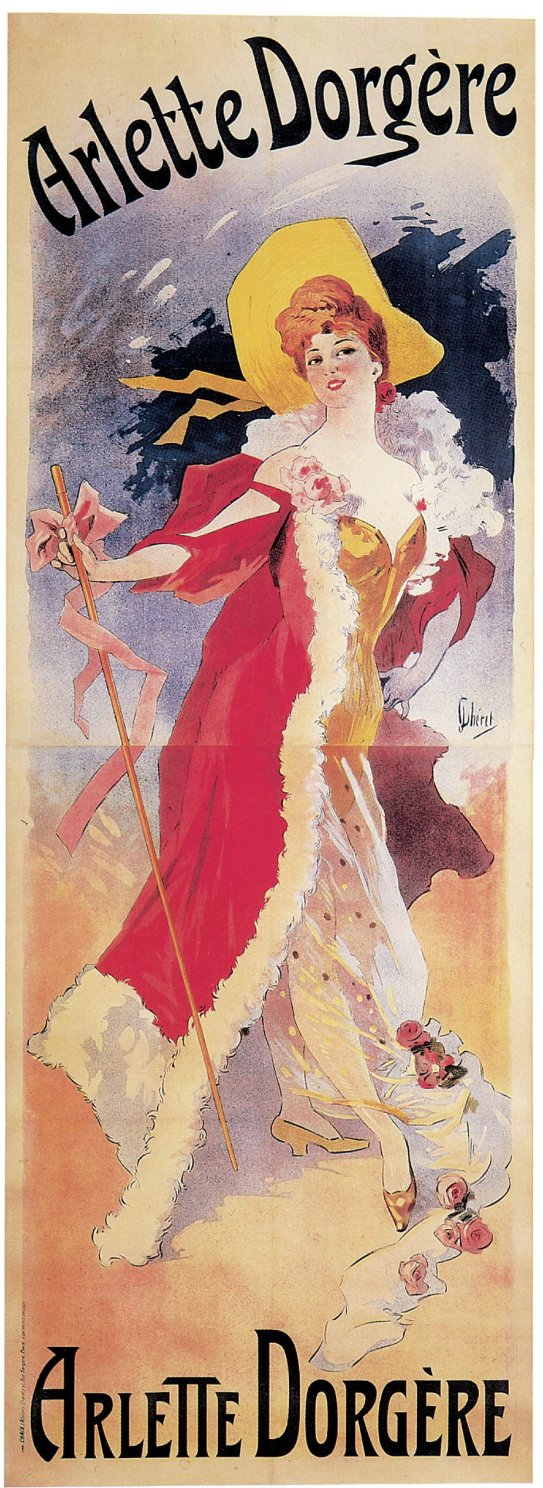
"Arlette Dorgére"
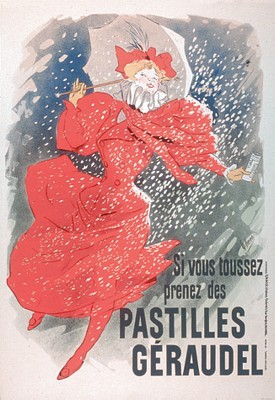
"Pastilles Geraudel", um 1890
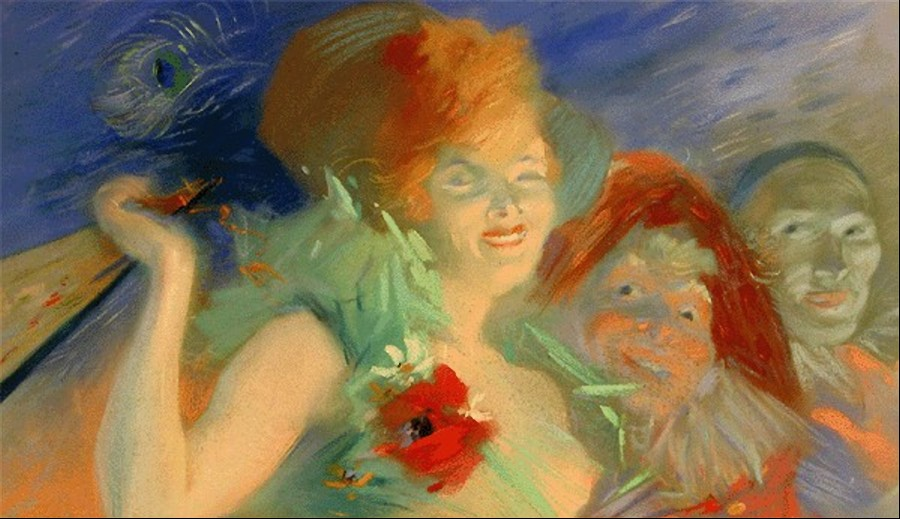
"Masquerade", um 1900
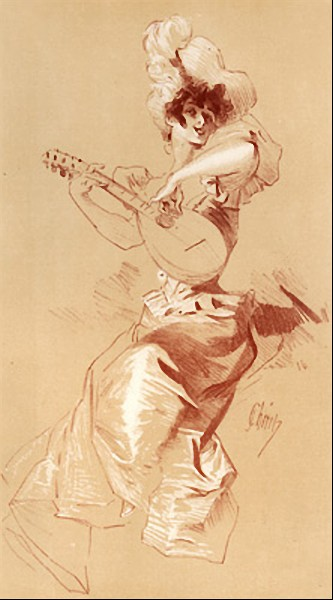
"La Musique", 1891
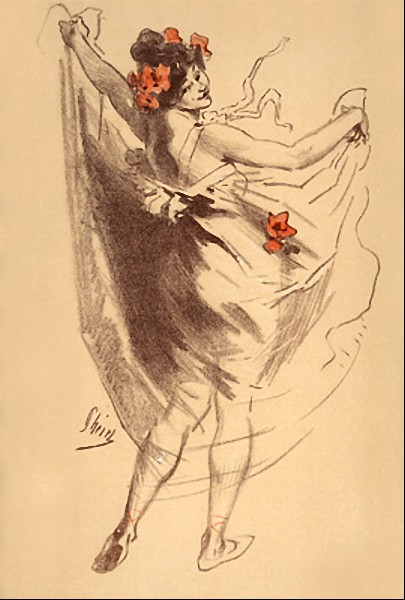
"La Danse", 1891